# Dicranum austro-scoparium
Dicranum austro-scoparium là một loài rêu trong họ Dicranaceae. Loài này được Müll. Hal. ex Broth. Müll. Hal. mô tả khoa học đầu tiên năm 1900.